# Maru (Catmandu)

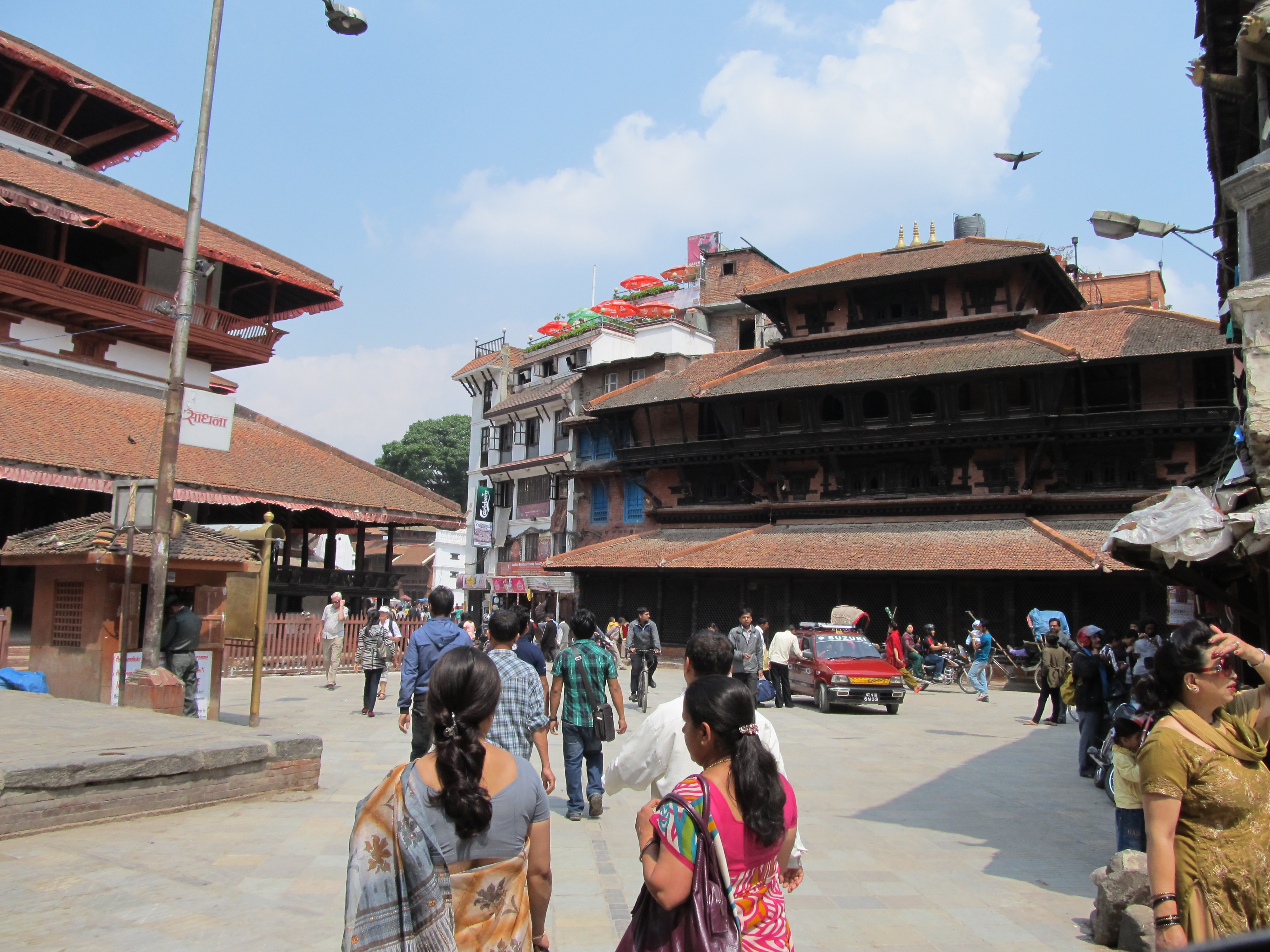
Vista de Maru Tol; à esquerda: Kasthamandap; à direita: Kavindrapura Sattal

Maru (em devanágari: मरु) é uma zona histórica no centro de Catmandu, Nepal. Está ligado à origem do nome da cidade e faz parte do grande complexo de templos, santuários e edifícios do antigo palácio real que se designa por Praça Darbar, que faz parte da inscrição "Vale de Catmandu" da lista do Património Mundial da UNESCO. Maru é também uma praça de comércio (mercado), um local onde se celebram festivais religiosos e uma zona residencial. Situa-se no local onde se cruzavam duas antigas rotas comerciais que ligavam a Índia e o Tibete, a oeste do canto sudoeste do Hanuman Dhoka, o antigo palácio real dos reis Malla.
A praça Maru (Maru Tol) consiste numa grande praça rodeada de templos e casas de repouso. É um exemplo típico da praça de templo do planeamento urbano tradicional neuari. As ruas radiam a partir da praça e entradas discretas dão acesso a pátios de residências onde há oficinas de ourives e outros artesãos.[carece de fontes?]

## Principais edifícios

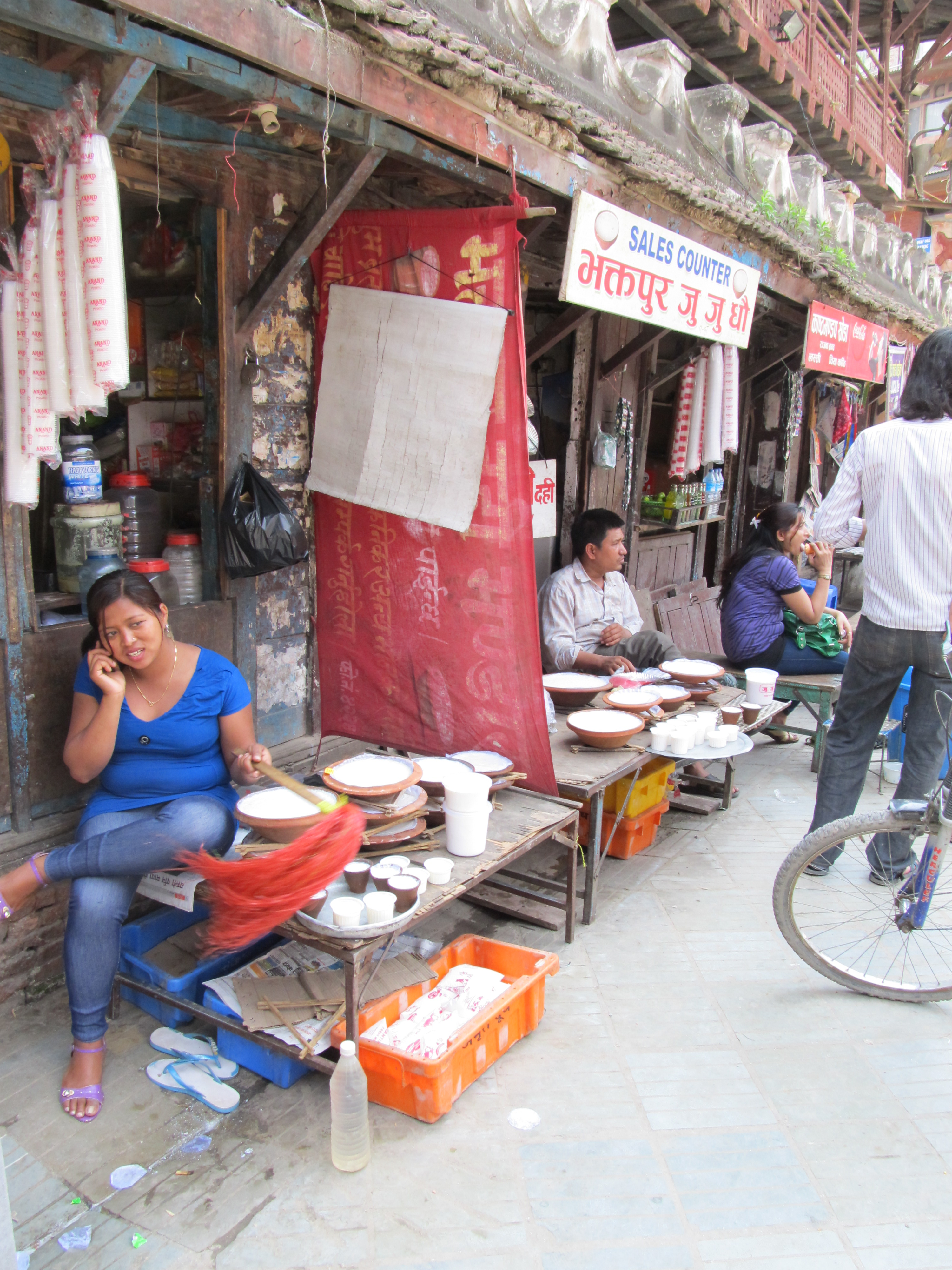
Lojas de Bhaktapur ju ju dhai (iogurte) no Silyan Satal

A praça é dominada pelos telhados maciços em forma de pagode de Maru Satah (मरु सत:; Kasthamandap), situado no lado norte. Construído no século XII, nele se situa um santuário de Gorakhnath [en]. Foi erigido como abrigo para viajantes da rota comercial e assumiu a sua forma atual no século XVII. O nome Catmandu deriva de Kasthamandap.
No lado oriental encontra-se Dhansā Degah (धन्सा देग:; também conhecido como Dhunsar Degah), outro edifício do século XVII em forma de pagode. As suas janelas em madeira esculpida são um éspecime do trabalho artístico em madeira que se desenvolveu no vale de Catmandu desde tempos remotos. A parte superior foi destruída durante o grande sismo de 1934 e a sua altura foi encurtada durante o restauro. Originalmente foi um tribunal. No rés de chão há um santuário dedicado a Nāsa Dya (नास: द्य:), o deus hindu da música.[carece de fontes?]
O Silyan Satal (िँल्यं सत:), também chamado Singha Satahl é outro edifício do século XVII, situado no lado sul da praça. Tem lojas no rés de chão e um salão de canto de hinos no piso superior. No lado ocidental de Maru encontra-se o Gakuti (गकुति), um pário com três lados, com um templo dedicado a Mahadev no centro.[carece de fontes?]
Lakhu Phalechā (लखु फलेचा) é um abrigo de estrada na esquina de um beco na parte sudoeste de Maru que está ligado à criação do Nepal Sambat, o calendário nepalês. Diz-se que foi ali que os carregadores de Bhaktapur descansaram com as suas cargas de areia. A procissão da deusa Dāgin, que se realiza durante o festival de Yenyā [en] (ou Indra Jatra), parte de Lakhu Phalechā.[carece de fontes?]
O templo de Maru Ganedya (मरु गनेद्य:), situado a norte de Maru Sata, é um dos templos de Ganexa mais importantes em Catmandu. Uma particularidade notável deste templo é que não tem pináculo.[carece de fontes?]
Maruhiti (मरुहिति) é uma bica de água célebre situada num beco na parte noroeste de Maru. Outrora o beco foi famoso com a alcunha de Beco das Tortas, devido às muitas lojas de tortas que ali havia durante o período hippie dos anos 1960 e 1970.